# Lexmark Indy 300 2004
Lexmark Indy 300 2004 var den trettonde och näst sista deltävlingen i Champ Car 2004. Racet Gold Coast Indy 300 kördes den 24 oktober på Surfers Paradises gator. Bruno Junqueira tog sista chansen att utmana Sébastien Bourdais om titeln, och med hans andra seger för säsongen hade han en realistisk chans att ta sig förbi fransmannen Bourdais i finalen i Mexiko. Bourdais höll undan för Mario Domínguez och Paul Tracy, vilket gjorde att han tog en mycket viktig andraplats.

## Slutresultat
| Plats | Förare              | Team                | Grid | Kvaltid  |
| ----- | ------------------- | ------------------- | ---- | -------- |
| 1     | Bruno Junqueira     | Newman/Haas Racing  | 3    | 1.33,747 |
| 2     | Sébastien Bourdais  | Newman/Haas Racing  | 2    | 1.34,439 |
| 3     | Mario Domínguez     | Herdez Competition  | 5    | 1.34,076 |
| 4     | Paul Tracy          | Forsythe Racing     | 1    | 1.33,556 |
| 5     | Ryan Hunter-Reay    | Herdez Competition  | 6    | 1.34,585 |
| 6     | A.J. Allmendinger   | RuSPORT             | 4    | 1.33,867 |
| 7     | David Besnard       | Walker Racing       | 17   | 1.38,654 |
| 8     | Justin Wilson       | Conquest Racing     | 7    | 1.34,611 |
| 9     | Guy Smith           | Rocketsports Racing | 18   | 1.36,943 |
| 10    | Nelson Philippe     | Conquest Racing     | 14   | 1.35,797 |
| 11    | Roberto González    | PKV Racing          | 15   | 1.35,967 |
| 12    | Jimmy Vasser        | PKV Racing          | 8    | 1.34,913 |
| 13    | Oriol Servià        | Dale Coyne Racing   | 19   | -        |
| 14    | Mario Haberfeld     | Walker Racing       | 13   | 1.35,374 |
| 15    | Rodolfo Lavín       | Forsythe Racing     | 12   | 1.35,267 |
| 16    | Patrick Carpentier  | Forsythe Racing     | 11   | 1.35,261 |
| 17    | Michel Jourdain Jr. | RuSPORT             | 9    | 1.35,115 |
| 18    | Jarek Janiš         | Dale Coyne Racing   | 16   | 1.36,642 |
| 19    | Alex Tagliani       | Rocketsports Racing | 10   | 1.35,258 |